# رحویه
رحویه (به عربی: الرحویة) یک شهرداری در الجزایر است که در استان تیارت واقع شده‌است.